# Julijan Pejačević
Julijan Pejačević (Našice, 25. travnja 1833. – Beč, 2. ožujka 1906.), hrvatski velikaš, virovitički grof i pisac iz hrvatske velikaške obitelji Pejačević.
Rodio se u obitelji oca, grofa Ferdinanda Karla Pejačevića († 1878.) i majke Marije Doryje Jobaház. Imao je četvoricu braće, hrvatskog bana Ladislava (1824. – 1901.), Karla IV. (1825. – 1880.), Ferdinanda (1826. – 1886.) i Gabora (1839. – 1907.) te dvije sestre, Mariju i Agnes.
Obnašao je službu carskog i kraljevskog komornika. Pisao je povijesne i glazbene studije, a u svojem najznačajnijem djelu Istraživanje obitelji baruna i grofova Pejačevića i rodoslovlja baruna Parčevića itd. (Forschungen über die Familie der Freiherren u. Grafen Pejacsevich und die stamverwandten Freiherrn von Parchevich etc. etc.) pokušao je dokazati da Pejačevići potječu od bosanske dinastije Kotromanića.